# Calcutta Cup
Der Calcutta Cup ist eine Trophäe in der Sportart Rugby Union, die jedes Jahr im Rahmen des Six-Nations-Turniers dem Gewinner des Spiels zwischen England und Schottland überreicht wird. Derzeitiger Besitzer des Pokals ist England, das am 22. Februar 2025 im Twickenham Stadium mit 16:15 gewann.

## Der Calcutta Club
Am Weihnachtstag 1872 wurde in der indischen Stadt Kalkutta ein Rugbyspiel ausgetragen. Auf der einen Seite standen 20 Spieler aus England, auf der anderen 20 Spieler aus Schottland, Irland und Wales. Das Spiel war ein derart großer Erfolg, dass eine Woche später erneut eine Begegnung stattfand. Diese Spiele führten schließlich zur Gründung des Calcutta Football Club im Januar 1873.
Der Calcutta Club trat 1874 der Rugby Football Union (RFU) bei, dem englischen Verband. Obwohl das indische Klima für Rugbyspielen nicht unbedingt geeignet war, nahm die Mitgliederzahl des Vereins zu. Als jedoch die Bar mit den kostenlosen Getränken geschlossen werden musste, hatte der Verein einen markanten Mitgliederschwund zu verzeichnen. Zahlreiche Spieler wandten sich dem Tennis und Polo zu, die in der tropischen Hitze weniger anstrengend waren. Die verbliebenen Mitglieder beschlossen die Auflösung des Vereins, waren aber fest entschlossen, den Vereinsnamen nicht in Vergessenheit geraten zu lassen. Sie hoben das aus Silberrupien bestehende Vereinsvermögen von der Bank ab, schmolzen die Münzen ein und ließen daraus einen Pokal herstellen. Diesen überreichten sie 1878 der RFU, unter der Bedingung, dass jedes Jahr um ihn gespielt werden sollte.

## Der Wettstreit
Trotz der ursprünglichen Bitte des Calcutta Club, den Pokal als Antwort des Rugby auf den FA Cup zu betrachten, entschied sich die RFU gegen die Ausrichtung eines Pokalwettbewerbs für englische Vereinsmannschaften. Der Verband war der Überzeugung, dass „Konkurrenzdenken“ dem Amateurethos des Rugby widerspreche. Stattdessen entschied die RFU, dass jedes Jahr ein Länderspiel zwischen England und Schottland ausgetragen werden sollte und der Gewinner den Pokal für ein Jahr behalten sollte. Das erste Spiel um den Calcutta Cup fand am 10. März 1879 im Raeburn Place in Edinburgh statt und endete mit einem Unentschieden. Im darauf folgenden Jahr wurde England der erste Sieger. Bis 2025 wurden 143 Spiele um den Calcutta Cup ausgetragen.

## Die Trophäe

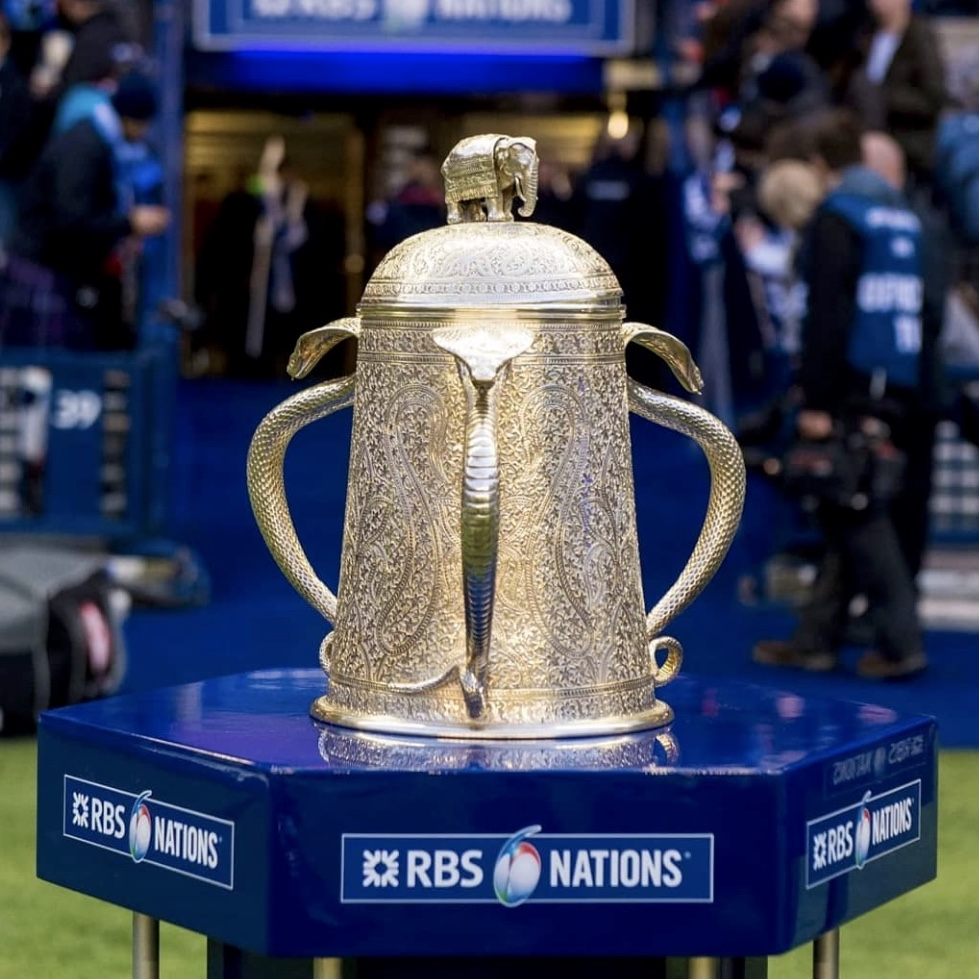
Der Calcutta Cup

Der in Indien hergestellte Pokal ist 18 Zoll (45,72 cm) hoch, besteht aus Silber und ist reich verziert. Die drei Henkel weisen die Form von Königskobras auf. Auf dem kuppelförmigen Deckel befindet sich ein Elefant, laut Überlieferung soll er eines der Tiere im Besitz des damaligen Vizekönigs darstellen. Die Inschrift auf dem hölzernen Sockel lautet: THE CALCUTTA CUP.
Am Sockel befestigt sind zusätzliche Plaketten, auf denen das Datum jedes Spiels sowie die Siegermannschaft und die Namen der beiden Mannschaftskapitäne verzeichnet sind. Obwohl erst seit 1879 um den Pokal gespielt wird, gehen die Aufzeichnungen auf dem Sockel bis zum ersten Länderspiel im Jahr 1871 zurück.
Die Originaltrophäe ist aufgrund der schlechten Behandlung während vieler Jahre in einem sehr zerbrechlichen Zustand und ist für den Gebrauch bei Siegesfeiern nicht mehr stabil genug. Wenn der Pokal in englischem Besitz ist, wird er im Rugby-Museum im Londoner Twickenham Stadium ausgestellt, wo er sich in einer eigens zu diesem Zweck gebauten Vitrine langsam dreht. Sowohl England als auch Schottland besitzen maßstabgetreue, mit moderner Technologie hergestellte Kopien.
Im Jahr 1988 wurde der Calcutta Cup durch einige betrunkene Spieler beschädigt, als sie in der Princes Street in Edinburgh damit „Fußball“ spielten. Daraufhin wurde der schottische Spieler John Jeffrey von der Scottish Rugby Union für sechs Monate gesperrt, der englische Spieler Dean Richards von der RFU für ein Spiel.